# Pino Rucher
Pino Rucher (nacido en 1924) fue un guitarrista italiano. 

## Biografía
Desde muy niño mostró inclinación para la música. Reveló sus dotes cuando su padre, de vuelta de América en 1933, le regaló una guitarra con la que empezó a aprender las notas.

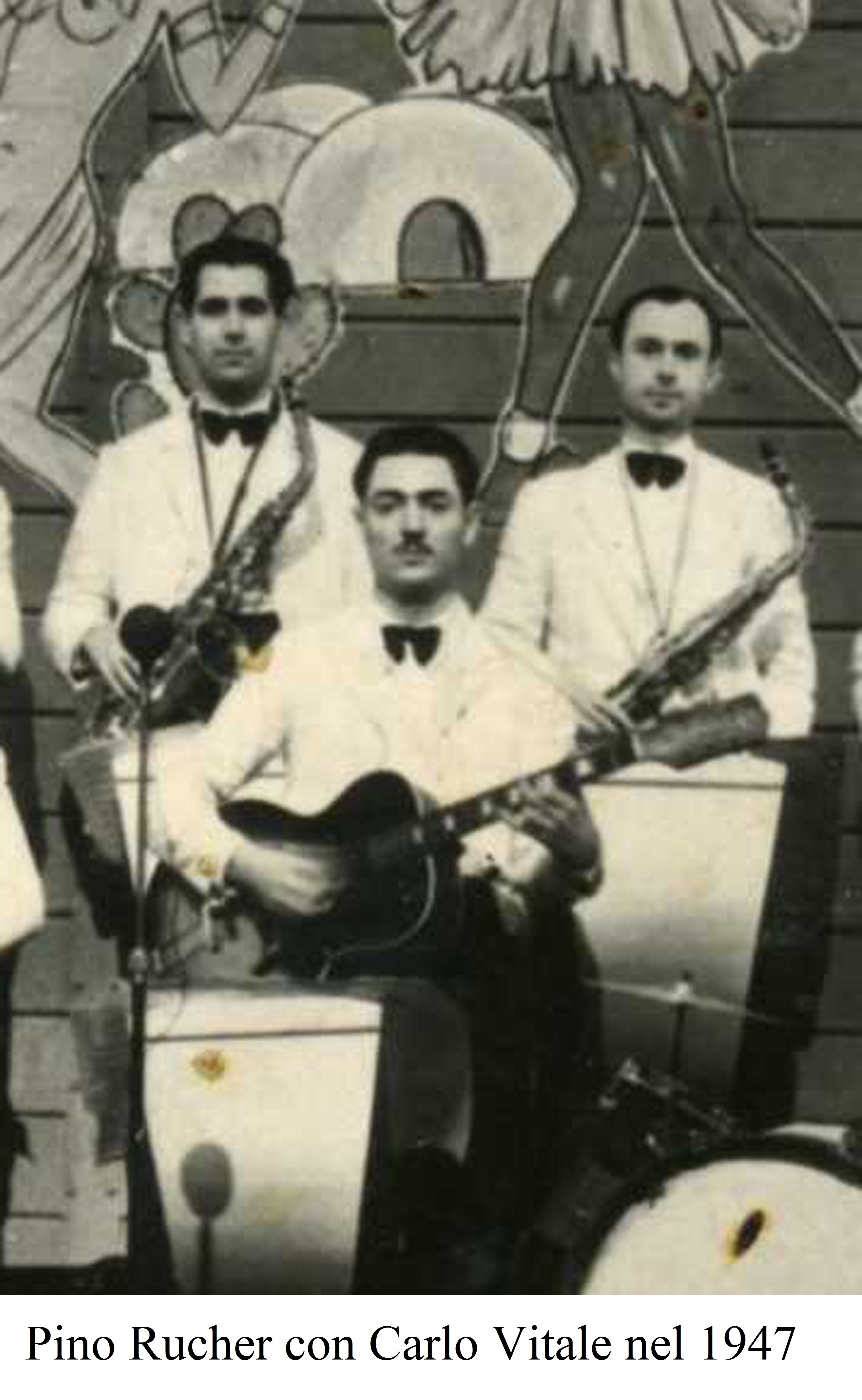
Pino Rucher a la guitarra con la orquesta Vitale en Radio Bari

Después de estudiar música en escuelas locales, aún muy joven se exhibió en público en Nápoles y Bari, donde pudo conseguir discos, partituras y otras prestaciones.
La presencia de las tropas americanas en Italia entre 1943 y 1946 marcó una etapa fundamental para la formación de Pino Rucher, quien entró en las orquestas del ejército aliado, donde había músicos famosos que le permitieron asimilar el espíritu musical del jazz estadounidense.
En 1946 entró en la orquesta de Carlo Vitale, ganando el concurso de Radio Bari para una sola guitarra.
Tras la disolución de la orquesta, pasó a Radio Milán con Carlo Zeme. Tuvo la oportunidad de trabajar con dos precursores del "swing" italiano: Pippo Barzizza y Cinico Angelini, quien lo eligió para que formara parte de su orquesta.

## Colaboraciones
Durante los años en que participó en muchos eventos musicales y emisiones (Festival di Sanremo, Festival delle rose, Festival di Napoli, Festival internazionale della canzone di Venezia, Canzonissima, Gran varietà, Studio Uno) con diferentes orquestas, Pino Rucher siguió dedicándose a su pasión por la música americana, como demuestran las muchas transcripciones, con propios arreglos musicales, hechos escuchando los discos de famosos guitarristas, como Barney Kessel, Wes Montgomery, Tal Farlow, Joe Pass. La importante influencia de la música estadounidense se nota incluso en la realización de letras de la canción italiana, como por ejemplo: E se domani y Una zebra a pois de Mina, u Amore twist de Rita Pavone.
Otra colaboración importante fue con el maestro Elvio Monti, quien involucró a Rucher en muchas grabaciones suyas.

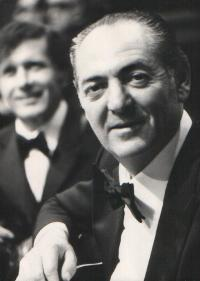
Pino Rucher en 1975

A partir de la mitad de los ’70, Pino Rucher se comprometió en la actividad de sala de conciertos que se prolongó hasta diciembre de 1983, cuando, a causa de problemas de salud, terminò dejando su trabajo para la Rai, donde figuraba en la orquesta Ritmi moderni de Roma, conocida como la Big Band de la Rai.

En aquella temporada se dedicò mayoritariamente al jazz, tocando en vivo y grabando con diferentes maestros.

## Otras actividades
Otro aspecto interesante de la actividad de Pino Rucher es lo de la ejecución de temas de música de películas: casi doscientos participaciones, importantes reproducciones donde ha colaborado desde finales de los ’50 hasta mitad de los ’70 con maestros, como Luis Bacalov, Gianni Ferrio, Elvio Monti, Ennio Morricone, Riz Ortolani.

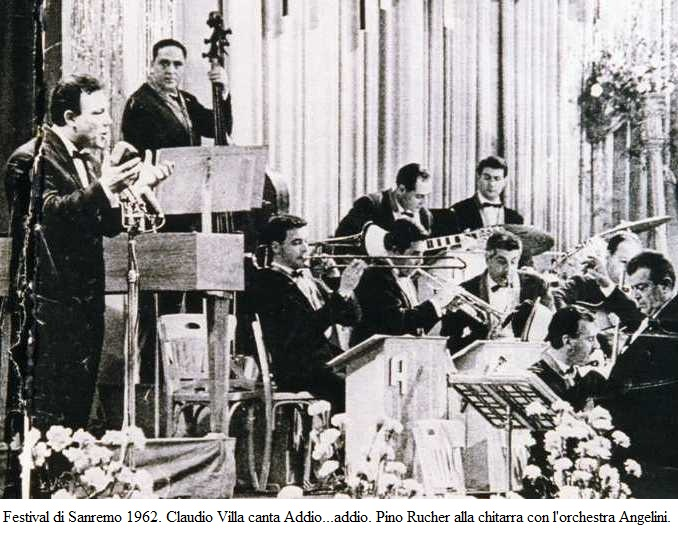
Festival de Sanremo de 1962 - Claudio Villa canta Addio…addio.
Abajo a la derecha: el director de orquesta Cinico Angelini.
Arriba al centro: Pino Rucher a la guitarra y Pierino Munari a la batería.

Pino Rucher merece ser recordado por haber sido el primero en utilizar la guitarra eléctrica en las películas del Oeste italianas, según la intuición de Ennio Morricone, tocando como solista en Por un puñado de dólares.

Señalamos también el papel de Pino Rucher en muchos planos de la película Sanremo - La grande sfida, donde se incluyen fragmentos del Festival de Sanremo de 1960. Notables son, además, sus participaciones al Festival de Sanremo de 1957 y de 1962.
Con los años Pino Rucher ha actuado en muchos eventos artísticos, logrando pasar con desenvoltura de un género musical a otro, como demuestran las reproducciones de commedia musicales Alleluja brava gente u sus sugerencias guitarreras presentes en muchas canciones italianas famosas: Casetta in Canadà de Carla Boni, Flamenco rock de Milva, Se non ci fossi tu de Mina, Andavo a cento all’ora de Gianni Morandi, Che m'importa del mondo de Rita Pavone, L’edera de Nilla Pizzi, Adesso no de Neil Sedaka, Corde della mia chitarra de Claudio Villa, etc.
Alo largo de su carrera, durada alrededor de 40 años, Pino Rucher tocó la guitarra eléctrica, guitarra acústica, guitarra clásica, guitarra bajo, guitarra de doce cuerdas, banjo, mandolina, contrabajo.